# Wu Yanni
Wu Yanni (chinesisch 吴艳妮, Pinyin Wú Yànnī; * 28. Juli 1997 in Fushun) ist eine chinesische Hürdenläuferin, die sich auf die 100-Meter-Distanz spezialisiert hat.

## Sportliche Laufbahn
Erste internationale Erfahrungen sammelte Wu Yanni bei den U20-Weltmeisterschaften 2016 in Bydgoszcz, bei denen sie mit 13,90 s im Halbfinale ausschied. 2019 belegte sie bei den Asienmeisterschaften in Doha in 13,33 s den fünften Platz. 2023 erreichte sie bei den Asienmeisterschaften in Bangkok das Finale, wurde dort aber disqualifiziert. Im August gewann sie bei den World University Games in Chengdu in 12,76 s die Silbermedaille hinter der Slowakin Viktória Forster und im Oktober wurde sie bei den Asienspielen in Hangzhou im Finale disqualifiziert. Im Jahr darauf schied sie bei den Hallenweltmeisterschaften in Glasgow mit 8,12 s in der ersten Runde über 60 Meter Hürden aus. Im Mai siegte sie in 12,80 s beim Seiko Golden Grand Prix und im August schied sie bei den Olympischen Sommerspielen in Paris mit 12,98 s in der Hoffnungsrunde aus.
2025 erreichte sie bei den Hallenweltmeisterschaften in Nanjing das Halbfinale über 60 m Hürden und schied dort mit chinesischem Landesrekord von 8,01 s aus. Ende Mai gewann sie bei den Asienmeisterschaften in Gumi in 13,07 s die Bronzemedaille hinter der Inderin Jyothi Yarraji und Yumi Tanaka aus Japan.
In den Jahren 2018, 2020 und 2021 sowie 2023 und 2024 wurde Wu chinesische Meisterin im 100-Meter-Hürdenlauf. Zudem wurde sie 2024 und 2025 Hallenmeisterin über 60 m Hürden.

## Persönliche Bestleistungen
- 100 m Hürden: 12,74 s (+0,2 m/s), 30. August 2024 in Rizhao
  - 60 m Hürden (Halle): 8,01 s, 23. März 2025 in Nanjing (chinesischer Rekord)